# Godance
Godanc en albanais et Godance en serbe latin (en serbe cyrillique : Годанце) est une localité du Kosovo située dans la commune/municipalité de Gllogoc/Glogovac, district de Pristina (Kosovo) ou district de Kosovo (Serbie). Selon le recensement kosovar de 2011, elle compte 358 habitants, dont 354 Albanais.

## Démographie

### Évolution historique de la population dans la localité
| 1948 | 1953 | 1961 | 1971 | 1981 | 1991 | 2011 |
| ---- | ---- | ---- | ---- | ---- | ---- | ---- |
| 175  | 195  | 216  | 321  | 393  | 608  | 358  |

|  |